# Mike Davies
Michael Grenfell Davies, detto Mike (Swansea, 9 gennaio 1936 – Sarasota, 3 novembre 2015), è stato un dirigente sportivo e tennista britannico.
In singolare ha vinto diversi titoli tra i dilettanti e 4 tra i professionisti, mentre in doppio ha raggiunto la finale al torneo di Wimbledon 1960. Ha esordito nella squadra britannica di Coppa Davis nel 1955.
È noto soprattutto per la sua attività di dirigente sportivo, durante la quale ha contribuito in modo determinante allo sviluppo del tennis professionistico e ha ricoperto alcune tra le più alte cariche di World Championship Tennis, Association of Tennis Professionals e Federazione Internazionale Tennis. Negli ultimi anni di carriera è stato presidente a amministratore delegato del Connecticut Open a New Haven. Per i suoi contributi come dirigente, nel 2012 è stato inserito nella International Tennis Hall of Fame.

## Biografia
Nato e cresciuto nella città gallese di Swansea, dopo aver giocato a calcio a 11 anni si avvicina al tennis, disciplina che il fratello maggiore Leighton già praticava con profitto. Si mette ben presto in luce e passa ad allenarsi sotto la guida di Fred Perry e Dan Maskell. Verso la fine degli anni sessanta sposa la tennista tedesca Ilse Buding, da cui divorzierà, e in seguito sposa Mina, che resterà al suo fianco per il resto della vita. Rimane nel mondo del tennis fino agli anni 2010 e muore nel 2015 a Sarasota, lasciando la moglie, quattro figli e quattro nipoti.

## Carriera

### Da giocatore
A 15 anni vince il primo di quattro titoli consecutivi di campione del Galles tra gli juniores. Diventa uno dei migliori giovani tennisti britannici, ma il suo carattere focoso lo pone in attrito con la federazione, che lo considera un fastidioso ribelle e nell'inverno del 1952 non gli finanzia una tournée in Australia, preferendogli giovani giocatori di minore talento. Riesce ugualmente ad andare in Australia con l'aiuto di un parente e finisce per allenarsi con i giovani campioni seguiti da Harry Hopman, tra i quali Lew Hoad, Neale Fraser e Roy Emerson, una grande esperienza che ripete nei due inverni seguenti.
Nel 1953 vince i suoi primi tornei britannici del circuito ILTF, che sarebbe in seguito diventato l'ITF World Tennis Tour, e fa il suo esordio in una prova del Grande Slam a Wimbledon, perdendo in 3 set contro Ken Rosewall al primo turno. Vince altri due tornei nel 1954 e consegue il suo miglior risultato in singolare in uno Slam spingendosi fino al quarto turno a Wimbledon. L'anno successivo debutta nella squadra britannica di Coppa Davis, perdendo in doppio nella semifinale di zona europea vinta 5-0 dall'Italia. Nel maggio 1956 vince i suoi primi incontri in Coppa Davis imponendosi in un singolare e in doppio nei quarti di finale di zona europea vinti 5-0 contro la Jugoslavia. Il mese dopo conquista l'unico punto britannico nella semifinale persa contro la Svezia. Nel gennaio 1957 conquista il primo titolo all'estero vincendo in singolare ai New Zealand Championships, e a fine mese perde in coppia con Billy Knight la semifinale di doppio agli Australian Championships, gli odierni Australian Open. In quella stagione diventa per la prima volta il nº 1 dei tennisti britannici.
Nel 1958 arriva per la prima volta alla finale di zona europea di Coppa Davis – persa contro l'Italia – che resterà il suo miglior risultato nella manifestazione. Raggiunge la 1ª posizione tra i britannici anche nel 1959 e nel 1960, anno in cui ottiene il suo risultato più prestigioso arrivando alla finale di doppio a Wimbledon in coppia con Bobby Wilson, eliminano tra gli altri le teste di serie nº 1 Roy Emerson / Neale Fraser e vengono sconfitti da Rafael Osuna / Dennis Ralston con il punteggio di 7-5, 6-3, 10-8. Saranno gli ultimi britannici, sia in campo maschile che femminile, a raggiungere una finale a Wimbledon fino all'edizione del 2012, quando Andy Murray perderà l'ultimo atto contro Roger Federer. Sempre nel 1960 Davies vince 7 tornei, perde la finale al torneo di Monte Carlo contro Andrés Gimeno e disputa i suoi ultimi incontri in Coppa Davis, a fine stagione la federazione lo esclude dalla squadra di Coppa Davis a causa delle sue frequenti critiche ai regolamenti che considerava anacronistici. Chiude l'esperienza con 15 vittorie e 7 sconfitte in singolare e 9 vittorie e 6 sconfitte in doppio.
In quei primi anni da tennista non aveva messo da parte soldi e non vedeva l'ora di fare fruttare il suo lavoro, la decisione della federazione contribuisce quindi a farlo passare al professionismo e per le stagioni successive firma un contratto di 7.000 sterline per 5 mesi all'anno propostogli dal promoter ed ex campione Jack Kramer. Nella prima stagione tra i professionisti vince due tornei in singolare e per tornare al successo deve aspettare il 1967, quando ne vince altri due. I migliori risultati nelle prove professionistiche degli Slam arrivano tutti nel 1966, sono i quarti di finale agli U.S. Pro Tennis Championships e al French Pro Championship e soprattutto la semifinale al Wembley Championship. Già nel suo primo anno da professionista mette in mostra le sue doti di leader esprimendo agli altri giocatori le sue rivoluzionarie idee per lo sviluppo del tennis, e quando Kramer viene sostituitto da Tony Trabert alla guida del tour, Davies, Butch Buchholz e Barry MacKay vengono scelti per ricoprire incarichi amministrativi.

### Da dirigente

#### Al WCT
Nel 1967, il magnate del petrolio Lamar Hunt è uno dei fondatori del World Championship Tennis, un'organizzazione che mette subito sotto contratto e fa passare al professionismo alcuni tra i migliori dilettanti del mondo. L'adesione di questi grandi giocatori al WCT sarà il motivo principale per cui nel dicembre di quello stesso anno la federazione britannica annuncia l'apertura del torneo di Wimbledon 1968 ai professionisti, dando inizio all'era Open del tennis.
Negli anni da professionista si era radicata in Davies la convinzione che la disciplina andava riformata e accoglie con gioia l'inizio dell'era Open. Nella prima parte del 1968 gioca alcuni dei primi tornei Open, tra cui Wimbledon, con i quali chiude la carriera agonistica per dedicarsi a quella dirigenziale. Quella stagione viene ingaggiato a sorpresa da Hunt come direttore esecutivo per organizzare le attività del WCT e si trasferisce a Dallas. Non aveva grande esperienza nel settore, ma sotto la guida del miliardario statunitense impara il mestiere alla svelta e può esprimere appieno il proprio potenziale e le proprie idee, diventando uno dei maggiori innovatori nella storia del tennis.
Si dedica con varie mansioni e con grande successo alla promozione e crescita del tennis, spinto dal suo amore per questo sport, che grazie ai suoi sforzi acquisisce una nuova dimensione e un numero crescente di appassionati. Al radicale cambiamento del tennis in quegli anni contribuiscono tutti gli addetti ai lavori, e Rod Laver dirà che Davies era eccezionale nel coinvolgere la gente nei suoi progetti. Delle novità da lui introdotte e dei traguardi che raggiunge avrebbero beneficiato giocatori, promoter, sponsor, televisioni e spettatori, nonché i tornei professionistici. Fino ad allora il tennis non aveva mai avuto grande copertura televisiva, Davies si rende conto che questo limite preclude alla disciplina la possibilità di diventare un grande sport e, in qualità di manager del WCT, firma ricchi contratti con importanti network televisivi tra cui quelli da record siglati con NBC e ESPN. Affascinato dalla televisione, sarà presto in grado di produrre per il WCT programmi da lui stesso ideati.
Si occupa anche dei vantaggiosi contratti conclusi con gli sponsor, attratti dal nome di Lamar e da quello che aveva fatto per il football americano. I finanziamenti di Hunt, gli introiti pubblicitari e la cessione dei diritti televisivi fanno aumentare in modo consistente i montepremi dei tornei. Davies organizza inoltre tornei in grandi stadi di città che non avevano mai ospitato importanti eventi tennistici.
Nel 1970 pianifica e organizza il primo tour milionario nella storia del tennis, composto da 20 tornei ai quali partecipano 32 giocatori sotto contratto con il WCT che ricevono ognuno 50.000 dollari. L'ex professionista e membro fondatore dell'ATP World Tour Jim McManus avrebbe in seguito definito le "World Championship of Tennis Series" di Davies "probabilmente il più grande traguardo raggiunto nel tennis". Davies idea anche le WCT Finals, il prestigioso torneo di fine anno del WCT tra i migliori 8 giocatori della stagione che prende il via nel 1971. La finale delle WCT Finals 1972 tra Ken Rosewall e Rod Laver ottiene un successo senza precedenti, con un record di oltre 21 milioni di telespettatori.
Tra le altre innovazioni lanciate da Davies nel periodo al WCT vi sono:
- Il tie-break
- La regola dei 30 secondi tra ogni punto e quella dei 90 secondi al cambio di campo ogni due game, che dà la possibilità di inserire spot pubblicitari.
- Il permesso ai tennisti di indossare indumenti colorati al posto dei tradizionali completi bianchi, cambiamento che rende più facile ai telespettatori distinguere i giocatori.
- La sostituzione delle palle da gioco bianche con quelle gialle, molto più evidenti nelle riprese televisive.

#### All'ATP
Dopo essere stato sotto pressione per 13 anni, nel 1981 Davies decide di prendersi una pausa e lascia il WCT. Viene subito convinto a rientrare nello sport dal suo ex compagno di gioco Butch Buchholz, che era diventato amministratore delegato dell'ATP e gli offre l'incarico di direttore del marketing. Due anni dopo Davies prenderà il posto di Buchholz alla guida dell'associazione. In quel periodo l'ATP era sommersa dai debiti, e si risolleva grazie alle operazioni di marketing di Davies arrivando ad avere 1 milione di dollari in banca. Si assume inoltre la responsabilità delle operazioni televisive dell'associazione. Un altro dei suoi traguardi raggiunti nel periodo all'ATP è la creazione di un fondo pensionistico per i giocatori.

#### All'ITF
Non si trova a proprio agio all'ATP, disturbato dall'atteggiamento viziato dei giocatori degli anni ottanta, nel 1987 lascia a sorpresa l'associazione ed entra a far parte della International Tennis Federation (ITF) con gli incarichi di direttore generale e direttore del marketing nella sede centrale di Londra. Anche all'ITF ottiene buoni risultati per sé e per l'azienda, gli viene riconosciuta una percentuale sul rinnovo dei vecchi contratti commerciali e su quelli nuovi che trova e l'ITF quasi triplica i proventi derivanti dagli sponsor e dalla cessione dei diritti televisivi. Crea il Comitato del Grande Slam – che per molti anni gestirà i quattro tornei del Grande Slam – e la Grand Slam Cup, torneo disputatosi dal 1990 al 1999 con un montepremi record da 6 milioni di dollari. Rivitalizza il prestigio e le finanze della Coppa Davis, progetta inoltre un nuovo formato di questo evento con una fase finale di due settimane a cui avrebbero partecipato le 8 migliori squadre, la sua proposta viene scartata ma pone le basi per il formato adottato nel 2019.

#### Al Connecticut Open
Lasciato l'incarico all'ITF, rientra negli Stati Uniti e torna a collaborare con Buchholz, che aveva nel frattempo creato il prestigioso Miami Open ed era proprietario di altri importanti tornei ATP tra cui il Connecticut Open di New Haven, per il quale affida a Davies le cariche di presidente, amministratore delegato e direttore. Durante la sua gestione, nel 2007 il Connecticut Open diventa un evento combinato ospitando per la prima volta il torneo femminile del WTA Tour. Davies mantiene questo impegno fino agli ultimi anni di vita, e in questo periodo contribuisce a introdurre al tennis oltre 5.000 bambini di New Haven.

## Riconoscimenti
Per i meriti come dirigente al servizio del tennis, nel 2012 viene inserito nella International Tennis Hall of Fame nella categoria contributori.

## Statistiche

### Tornei dello Slam

#### Finali perse (1)
| N. | Anno | Torneo            | Superficie | Compagno     | Avversario in finale        | Punteggio      |
| 1. | 1960 | Wimbledon, Londra | Erba       | Bobby Wilson | Rafael Osuna Dennis Ralston | 5-7, 3-6, 8-10 |